# John P. Jumper
John Philip Jumper, född 4 februari 1945 i Paris, Texas, är en pensionerad general i USA:s flygvapen.
Jumper var från 2001 till 2005 USA:s flygvapenstabschef och därmed ledamot av Joint Chiefs of Staff.

## Biografi
Jumper föddes i Texas, men växte upp i en militär familj som ständigt flyttade dit fadern skickades. Han erhöll officersfullmakt efter examen 1966 vid Virginia Military Institute och dess ROTC-program. Han fick först utbildning på transportflygplanstypen C-7 Caribou i kontinentala USA och tjänstgjorde därefter som pilot i 459th Tactical Airlift Squadron baserat på Phu Cat Air Base i Sydvietnam från oktober 1967 till oktober 1968. Jumper deltog ytterligare en runda i Vietnamkriget, då som jaktpilot i F-4 Phantom II från juli 1969 till maj 1970, då utgående från Udon Thani i nordöstra Thailand. De följande fyra åren var han stationerad i Storbritannien vid RAF Bentwaters i 81st Tactical Fighter Wing som instruktörspilot. Jumper var därefter instruktör vid U.S. Air Force Fighter Weapons School på Nellis Air Force Base i Nevada, följt av ett års studier på Air Command and Staff College vid Maxwell Air Force Base i Alabama. Under 1979 tog Jumper en MBA från Golden Gate University i San Francisco, parallellt med en stabsbefattning på flygstaben i Pentagon fram till augusti 1981. Under det följande året studerade han vid National War College på Fort Lesley J. McNair i Washington, D.C. Under fyra måndader var han chef för 430th Tactical Fighter Squadron på Nellis AFB, innan kommendering som adjutant till befälhavaren för Tactical Air Command på Langley Air Force Base i Virginia. I augusti 1986 och fram till februari 1988 var Jumper vicechef och senare chef för 33rd Tactical Fighter Wing på Eglin Air Force Base i Florida, följt av 1 ½ år som chef för 57th Fighter Weapons Wing på Nellis AFB och under 1989 befordrades han till brigadgeneral.
Därefter tjänstgjorde Jumper i lite mer än ett år vid policy och planeringsavdelning (J5) på Joint Staff i Pentagon. Från maj 1992 och fram till februari 1994 så var generalmajor Jumper förste adjutant till USA:s försvarsminister (Dick Cheney och dennes efterträdare Les Aspin). Efter en kortare sejour på flygstaben under 1994 tillträdde han befattningen i augusti 1994 som befälhavare för 9th Air Force samt U.S. Central Command Air Forces på Shaw Air Force Base i South Carolina och erhöll då befordran till generallöjtnant. I juni tillträdde Jumper som biträdande stabschef för operationer på flygstaben. Från december 1997 befordrades han till fyrstjärnig general och tilldelades den tvådelade befattningen som befälhavare för U.S. Air Forces in Europe samt befälhavare inom Nato för Allied Air Forces Central Europe, den senare rollen innebar ledning av Natos flyginsatser under interventionen i Kosovokriget. Från februari 2000 fram till september 2001 var Jumper befälhavare för Air Combat Command, innan han nominerades till befattningen som flygvapnets stabschef.
Jumpers mandatperiod på 4 år som flygvapenstabschef överlappade i stort med dennes närmste chef, USA:s flygvapenminister James G. Roche. Under Jumpers ämbetsperiod inträffade 11 september-attackerna, liksom inledningen av Operation Enduring Freedom och genomförandet av Operation Iraqi Freedom. Under samma perioden framkom även anklagelser om våldtäkter av kvinnliga kadetter på United States Air Force Academy.
Efter pension har Jumper varit med i flera bolagsstyrelse samt var CEO för försvarsindustriföretaget Leidos (tidigare SAIC) från 2012 till 2014.